# Луиджи Алеманди
Луиджи Алеманди (на италиански: Luigi Allemandi) е бивш италиански футболист, защитник.

## Кариера
Алеманди дебютира през 1921 г. с Леняно. По-късно той играе в Ювентус, Амброзиана, Рома, Венеция и Лацио, както и за националния отбор на Италия. Въпреки това, част от неговата кариера, е и корупционният скандал в дербито Торино-Ювентус през 1927 г., в резултат на което Торино се отказва от титлата си. Треньорът на Торино предлага на Алеманди 50 000 лири да не се напряга срещу тях, 25 000 веднага, а останалите след мача. Торино печели мача с 2:1, но когато Алеманди отива да вземе останалата част от парите, не ги получава. За всичко това разбира журналист от вестник „Тифон“, който след това се запознава с информацията. Заедно с отмяната на титлата на Торино, на Алеманди му е забранено да играе доживот. По-късно той е помилван от крал Умберто II през 1928 г. и се присъединява към Амброзиана-Интер.

### Национален отбор
След дебюта си за италианския национален отбор през 1925 г., Алеманди в крайна сметка се налага на левия бек вместо Умберто Калигарис преди квалификация срещу Гърция. Треньорът Виторио Поцо го пуска във всеки мач от Мондиал 1934, като помага на „адзурите“ да спечелят титлата у дома си. По-късно той е капитан на Италия между 1935 и 1936 г.

## Отличия

### Отборни
Ювентус
- Серия А: 1925/26

Амброзиана-Интер
- Серия А: 1929/30

### Международни
Италия
- Световно първенство по футбол: 1934